# Sammy Hagar
Sammy Hagar, född Samuel Roy Hagar den 13 oktober 1947 i Salinas, Kalifornien, är en amerikansk sångare. Hagar går även under smeknamnet "The Red Rocker".
Hagar var sångare och gitarrist i hårdrocksbandet Montrose under 1970-talet. Han inledde sedan en framgångsrik solokarriär i hemlandet USA och fick några hits, bl.a "Heavy Metal" och "I Can't Drive 55". 1984 gav han tillsammans med Neal Schon, Kenny Aaronson och Michael Shrieve, under namnet Hagar Schon Aaronson Shrieve, ut albumet Through the Fire. Framgången uteblev men skivan har i efterhand fått upprättelse som en kultklassiker. 
Hagar blev 1985 ny sångare i Van Halen, efter att David Lee Roth lämnat gruppen. Hagars kraftfulla, omfångsrika sångröst gav bandets musik ett nytt element. Efter fyra framgångsrika album (samtliga etta i USA) lämnade han bandet 1996. Hagar fortsatte därefter sin solokarriär och formade med tiden kompbandet The Waboritas (a.k.a The Wabos). Hagar turnerade 2003 tillsammans med David Lee Roth (Van Halen) under namnet "Sam & Dave", vilket dock slutade i vredesmod då de två stjärnorna inte kunde hålla sams. 
2004 spelade han in fyra nya låtar till en ny samlingsplatta med Van Halen. Bandet åkte därefter ut på en USA-turné som blev en stor publikframgång, nya konflikter bandmedlemmarna emellan samt Eddie Van Halens påtagliga missbruk gjorde dock att Hagar återigen lämnade bandet efteråt. 2005 var Sammy Hagar & The Wabos en av huvudattraktionen på det årets Sweden Rock Festival.
Hagar och Van Halens ex-basist Michael Anthony spelar också numera i bandet Chickenfoot som är en ny supergrupp som förutom Hagar och Anthony också utgörs av Joe Satriani (gitarr) och Chad Smith (Red Hot Chili Peppers) (trummor).
Sammy Hagar har ett eget tequilamärke kallat "Cabo Wabo Tequila" samt en egen välbesökt klubb kallad "Cabo Wabo Cantina" där han ofta själv ger spontana konserter.

## Diskografi

### Solo
- 1976 – Nine on a Ten Scale
- 1977 – Sammy Hagar
- 1977 – Musical Chairs
- 1978 – All Night Long
- 1979 – Danger Zone
- 1979 – Street Machine
- 1981 – Standing Hampton
- 1982 – Red Alert! Dial Nine
- 1982 – Rematch & More
- 1983 – Live 1980
- 1983 – Three Lock Box
- 1984 – Through the Fire
- 1984 – VOA
- 1987 – I Never Said Goodbye
- 1992 – Red Hot
- 1997 – Marching to Mars
- 1999 – Red Voodoo
- 2000 – Ten 13
- 2002 – Not 4 Sale
- 2003 – Live: Hallelujah
- 2006 – Livin' It Up!
- 2008 – Cosmic Universal Fashion
- 2013 – Sammy Hagar & Friends
- 2014 – Lite Roast
- 2014 – Space Between
- 2021 – Lockdown 2020

### Med Montrose
- 1973 – Montrose
- 1974 – Paper Money

### Med Van Halen
- 1986 – 5150
- 1988 – OU812
- 1991 – For Unlawful Carnal Knowledge
- 1993 – Live: Right Here, Right Now
- 1995 – Balance
- 1996 – Best Of – Volume I (1 nytt studiospår)
- 2004 – Best of Both Worlds (3 nya studiospår)